# Zbigniew Lubiejewski
Zbigniew Lubiejewski (né le 6 novembre 1949) est un joueur de volley-ball polonais. Il participe aux Jeux olympiques d'été de 1972 et aux Jeux olympiques d'été de 1976. Lors de ces derniers, il remporte la médaille d'or. Pendant la compétition, il joue les six matchs.
Il a entraîné le VC Maaseik lors de la saison 1987-1988.

## Palmarès

### Jeux olympiques
- Jeux olympiques de 1976 à Montréal,  Canada
  -  Médaille d'or.